# Lyndon (Vermont)
Lyndon ist eine Town im Caledonia County des Bundesstaates Vermont in den Vereinigten Staaten mit 5491 Einwohnern (laut Volkszählung des Jahres 2020).

## Geografie

### Geografische Lage
Lyndon liegt im Norden des Caledonia Countys, in den Green Mountains. Der Passumpsic River durchfließt die Town in südlicher Richtung. Etwas nördlich der Villages vereinigen sich zwei Hauptströme des Rivers. In ihn münden weitere kleinere Bäche und Flüsse. Es gibt mehrere kleine Seen auf dem Gebiet der Town, der Größte ist der Bean Pond im Westen. Die Oberfläche der Town ist hügelig, die höchste Erhebung ist der 464 m hohe Shonya Hill.

### Nachbargemeinden
Alle Entfernungen sind als Luftlinien zwischen den offiziellen Koordinaten der Orte aus der Volkszählung 2010 angegeben.
- Norden: Sutton, 4,7 km
- Nordosten: Burke, 9,3 km
- Südosten: Kirby, 9,4 km
- Süden: St. Johnsbury, 3,3 km
- Südwesten: Danville, 13,1 km
- Westen: Wheelock, 16,4 km
- Nordwesten: Sheffield, 11,3 km

Hinweis: Aufgrund seiner Form hat Lyndon keine direkte Grenze mit Sheffield. Es ist aber die in dieser Richtung nächste Siedlung.

### Stadtgliederung
In Lyndon gibt es mehrere Siedlungskerne, wovon Lyndonville als incorporated village mit 1207 Einwohnern (laut Volkszählung von 2010) das Zentrum darstellt. Andere wichtige Orte, unincorporated villages, sind Lyndon, Lyndon Center und East Lyndon.

### Klima
Die mittlere Durchschnittstemperatur in Lyndon liegt zwischen −9,44 °C (15 °Fahrenheit) im Januar und 20,0 °C (68 °Fahrenheit) im Juli. Damit ist der Ort gegenüber dem langjährigen Mittel der USA um etwa 9 Grad kühler. Die Schneefälle zwischen Mitte Oktober und Mitte Mai liegen mit mehr als zwei Metern etwa doppelt so hoch wie die mittlere Schneehöhe in den USA. Die tägliche Sonnenscheindauer liegt am unteren Rand des Wertespektrums der USA, zwischen September und Mitte Dezember sogar deutlich darunter.

## Geschichte
Der Grant für Lyndon wurde am 2. November 1780 durch die Vermont Republic ausgerufen. Er wurde am 20. November 1780 an Jonathan Arnold und 53 Siedlerfamilien weiteren vergeben. Viele dieser Siedler stammten aus einem Regiment, das während des Amerikanischen Unabhängigkeitskrieges auf Rhode Island stationiert war. Die Besiedlung begann 1788 und erster Siedler in Lyndon war Daniel Cahoon. Am 4. Juli 1791 fand die konstituierende Versammlung der Town statt.
Lyndon wurde nach dem ältesten Sohn von Jonathan Arnold benannt: Josiah Lyndon Arnold, der nach seinem Tod durch die erste Veröffentlichung von Gedichten auf Vermonter Boden bekannt wurde.
In den ersten Jahren war Lyndon unter der Postadresse Lindon zu erreichen: ein Fehler in der Schreibweise des Postamtes wurde lange nicht korrigiert.

### Religion
Im Bereich Lyndons sind fünf Kirchengemeinden angesiedelt: zwei der United Church of Christ sowie je eine der Assemblies of God, der episkopalen und der römisch-katholischen Kirche.

### Einwohnerentwicklung
| Volkszählungsergebnisse – Town of Lyndon | Volkszählungsergebnisse – Town of Lyndon | Volkszählungsergebnisse – Town of Lyndon | Volkszählungsergebnisse – Town of Lyndon | Volkszählungsergebnisse – Town of Lyndon | Volkszählungsergebnisse – Town of Lyndon | Volkszählungsergebnisse – Town of Lyndon | Volkszählungsergebnisse – Town of Lyndon | Volkszählungsergebnisse – Town of Lyndon | Volkszählungsergebnisse – Town of Lyndon | Volkszählungsergebnisse – Town of Lyndon |
| Jahr                                     | 1700                                     | 1710                                     | 1720                                     | 1730                                     | 1740                                     | 1750                                     | 1760                                     | 1770                                     | 1780                                     | 1790                                     |
| ---------------------------------------- | ---------------------------------------- | ---------------------------------------- | ---------------------------------------- | ---------------------------------------- | ---------------------------------------- | ---------------------------------------- | ---------------------------------------- | ---------------------------------------- | ---------------------------------------- | ---------------------------------------- |
| Einwohner                                |                                          |                                          |                                          |                                          |                                          |                                          |                                          |                                          |                                          | 59                                       |
| Jahr                                     | 1800                                     | 1810                                     | 1820                                     | 1830                                     | 1840                                     | 1850                                     | 1860                                     | 1870                                     | 1880                                     | 1890                                     |
| Einwohner                                | 542                                      | 1090                                     | 1296                                     | 1822                                     | 1753                                     | 1752                                     | 1695                                     | 2179                                     | 2434                                     | 2619                                     |
| Jahr                                     | 1900                                     | 1910                                     | 1920                                     | 1930                                     | 1940                                     | 1950                                     | 1960                                     | 1970                                     | 1980                                     | 1990                                     |
| Einwohner                                | 2956                                     | 3204                                     | 3558                                     | 3285                                     | 3144                                     | 3360                                     | 3425                                     | 3705                                     | 4924                                     | 5371                                     |
| Jahr                                     | 2000                                     | 2010                                     | 2020                                     | 2030                                     | 2040                                     | 2050                                     | 2060                                     | 2070                                     | 2080                                     | 2090                                     |
| Einwohner                                | 5448                                     | 5981                                     | 5491                                     |                                          |                                          |                                          |                                          |                                          |                                          |                                          |

## Wirtschaft und Infrastruktur

### Verkehr
In nordsüdlicher Richtung von der Kanadischen Grenze im Norden nach New York City im Süden führt die Interstate 91 durch den Westen der Town. Ebenfalls in nordsüdlicher Richtung verläuft der U.S. Highway 5. Er verbindet Lyndon mit Burke im Norden und St. Johnsbury im Süden. Von ihr zwigt in nordöstlicher Richtung die Vermont State Route 114 ab.

### Öffentliche Einrichtungen
Es gibt in Lyndon kein Krankenhaus. Das nächstgelegene ist das Northeastern Vermont Regional Hospital in St. Johnsbury.

### Bildung
Lyndon gehört mit Burke, Newark, Sutton und Sheffield zur Caledonia North Supervisory Union. In Lyndon bietet die Lyndon Town School Schulklassen von Pre-Kindergarten bis zum achten Schuljahr an.
Die private Highschool, das Lyndon Institute ist ebenso wie das Lyndon State College in Lyndonville ansässig.

## Persönlichkeiten

### Söhne und Töchter der Stadt
- Isaac Fletcher (1784–1842), Politiker und Abgeordneter im US-Repräsentantenhaus
- Charles W. Willard (1827–1880), Politiker und Abgeordneter im US-Repräsentantenhaus